# Hoplitis acuticornis
Hoplitis acuticornis is een vliesvleugelig insect uit de familie Megachilidae. De wetenschappelijke naam van de soort is voor het eerst geldig gepubliceerd in 1840 door Dufour & Perris.